# Vallis Rheita
Das Vallis Rheita ist ein Mondtal.
Es zählt mit dem Vallis Snellius, das weiter nördlich in ungefähr gleicher Richtung verläuft, zu den längsten Tälern des Mondes.
Aufgrund der starken Erosion durch überlagernde Krater ist es allerdings teilweise schwierig, den Verlauf des Tales auszumachen.
Der namengebende Krater Rheita liegt am nördlichen Ende, von da aus verläuft es in südöstlicher Richtung, quer durch den südlichen Teil des Kraters Young, und endet in der Nähe von Reimarius A.
Die offizielle Benennung durch die Internationale Astronomische Union erfolgte 1961.